# Jerzy Ryba
Jerzy Ryba ps. Jerry  (ur. 1909 w Warszawie, zm. po 1941) – polski scenarzysta i recenzent filmowy, autor tekstów piosenek.

## Życiorys
Był synem Henryka Ryby, właściciela żydowskiego teatru Teatru Scala w Warszawie. Studiował na Uniwersytecie Warszawskim następnie zawodowo pracował jako dziennikarz. Jako recenzent współpracował z tygodnikiem Kino w 1938 był korespondentem tygodnika w Paryżu. Od 1930 pisał teksty piosenek rewiowych, sygnując je jako Jerry. Tłumaczył na język polski teksty piosenek z filmów amerykańskich i niemieckich (m.in. z filmu Karioka). Do najbardziej znanych jego piosenek należą: „Bo to się zwykle tak zaczyna” i „Za późno” (muz. Zygmunt Karasiński, wyk. Olgierd Buczek). 
Pod koniec sierpnia 1939 był w Warszawie i uczestniczył w kursie przeciwgazowym. 
Po wybuchu II wojny światowej znalazł się w Białymstoku, skąd w grudniu 1939 powrócił do Warszawy. Od października 1940 przebywał w getcie warszawskim. Pracował w jednym z działów Judenratu. Pisał teksty do żywego dziennika. Dostarczał aktualnych tekstów satyrycznych i piosenek  dla teatru Femina od chwili jego otwarcia w czerwcu 1941. 
Okoliczności jego śmierci pozostają nieznane.